# CONCACAF Liga nacija
CONCACAF Liga nacija je međunarodno nogometno natjecanje nacionalnih seniorskih reprezentacija Sjeverne Amerike članica CONCACAF-a. Natjecanje mijenja neke međunarodne prijateljske utakmice prema FIFA-inom kalendaru.

## Usvajanje
O prijedlogu formata se prvi put službeno raspravljalo na 32. redovitom CONCACAF-om kongresu u Oranjestadu 8. travnja 2017. Natjecanje je objavljeno u studenom.
Koncept Lige nacija je da podijeli svih 41 članica CONCACAF-a u niz skupina gdje se nacionalne reprezentacije mogu promovirati u višu ili nižu ligu temeljem rezultata unutar lige. Natjecanje će se održati na datumima FIFA-inog međunarodnog kalendara utakmica koji se trenutno koriste za međunarodne prijateljske utakmice te se tako neće preklapati sa Svjetskim prvenstvom ili s Gold Cupom.
Victor Montagliani, predsjednik CONCACAF-a, izjavio je da je svrha natjecanja imati redovni raspored međunarodnih utakmica za nacionalne reprezentacije, ističući da neke igraju manje od 10 utakmica tijekom četverogodišnjeg razdoblja i da trebaju više natjecateljskih utakmica za razvoj sporta u tim zemljama.

## Format natjecanja
Prema odobrenom formatu,  reprezentacije CONCACAF-a podijeljene su u tri grupe (nazvanih "lige") u kojima se reprezentacije bore međusobno kod kuće i u gostima. Četiri pobjednika skupina lige A igraju u završnici Lige nacija gdje će, uz dva polufinala i jedno finale, biti odlučeno tko će postati pobjednikom CONCACAF-ove Lige nacija. Reprezentacije se također natječu za promociju u višu ili ispadanje u nižu ligu. Pobjednici skupina (osim lige A) stječu pravo igranja u višoj ligi sljedeće sezone, dok reprezentacije koje završe zadnje u skupinama (osim lige C) sljedeću sezonu igraju u nižoj ligi. CONCACAF-ova Liga nacija povezana je s Gold Cupom, pružajući reprezentacijama priliku da se kvalificiraju za to natjecanje.

## Sudionici
- Angvila
- Antigva i Barbuda
- Aruba
- Bahami
- Barbados
- Belize
- Bermuda
- Bonaire
- Britanski Djevičanski Otoci
- Curaçao
- Kajmanski Otoci
- Kanada
- Kuba
- Kostarika
- Dominika
- Dominikanska Republika
- Francuska Gijana
- Grenada
- Gvadalupa
- Gvajana
- Gvatemala
- Haiti
- Honduras
- Jamajka
- Martinik
- Meksiko
- Montserrat
- Nikaragva
- Panama
- Portoriko
- SAD
- Salvador
- Sveti Kristofor i Nevis
- Sveta Lucija
- Sveti Vincent i Grenadini
- Zajednica Sveti Martin
- Zemlja Sveti Martin
- Surinam
- Trinidad i Tobago
- Otoci Turks i Caicos
- Američki Djevičanski Otoci

## Također pogledajte
- UEFA Liga nacija

## Vanjske poveznice
- Službena stranica

| Međunarodni nogomet | Međunarodni nogomet                     | Međunarodni nogomet |
| --- | --------------------------------------- | ------------------- |
| |                                         |                     |
| FIFA • Svjetsko prvenstvo • Konfederacijski kup • Olimpijske igre • Otočke igre • FIFA-ina ljestvica • Igrač godine • Momčadi |                                         |                     |
| |                                         |                     |
| Azija | AFC – Azijsko prvenstvo                 |                     |
| |                                         |                     |
| Afrika | CAF – Afrički kup nacija                |                     |
| |                                         |                     |
| Sjeverna Amerika | CONCACAF – Gold Cup • Liga nacija       |                     |
| |                                         |                     |
| Južna Amerika | CONMEBOL – Copa América                 |                     |
| |                                         |                     |
| Oceanija | OFC – Kup nacija                        |                     |
| |                                         |                     |
| Europa | UEFA – Europsko prvenstvo • Liga nacija |                     |
| |                                         |                     |
| izvan FIFA-e | NFB – Viva World Cup                    |                     |

| Međunarodni nogomet | Međunarodni nogomet                     | Međunarodni nogomet |
| --- | --------------------------------------- | ------------------- |
| |                                         |                     |
| FIFA • Svjetsko prvenstvo • Konfederacijski kup • Olimpijske igre • Otočke igre • FIFA-ina ljestvica • Igrač godine • Momčadi |                                         |                     |
| |                                         |                     |
| Azija | AFC – Azijsko prvenstvo                 |                     |
| |                                         |                     |
| Afrika | CAF – Afrički kup nacija                |                     |
| |                                         |                     |
| Sjeverna Amerika | CONCACAF – Gold Cup • Liga nacija       |                     |
| |                                         |                     |
| Južna Amerika | CONMEBOL – Copa América                 |                     |
| |                                         |                     |
| Oceanija | OFC – Kup nacija                        |                     |
| |                                         |                     |
| Europa | UEFA – Europsko prvenstvo • Liga nacija |                     |
| |                                         |                     |
| izvan FIFA-e | NFB – Viva World Cup                    |                     |